# Oberea subtrigonifera
Oberea subtrigonifera är en skalbaggsart som beskrevs av Stefan von Breuning 1958. Oberea subtrigonifera ingår i släktet Oberea och familjen långhorningar. Inga underarter finns listade i Catalogue of Life.